# Lukáš Bujna
Lukáš Jan Bujna (* 13. října 1979) je český kněz, básník a blogger. Působí v Plzeňské diecézi Církve československé husitské. Byl vikářem a tajemníkem biskupa. V roce 2023 byl zvolen plzeňským biskupem.
Narodil se v Ostrově, žije v Kolové u Karlových Varů. V roce 1999 započal studium teologie a religionistiky na Husitské teologické fakultě Univerzity Karlovy. Kněžské svěcení přijal v roce 2004 a od té doby působí jako farář v Sokolově. Zaměřuje se na pastoraci seniorů, nemocných a umírajících. Je kaplanem v domově ošetřovatelské péče Dolní Rychnov a jako kněz  navštěvuje několik zařízení zdravotní a sociální péče. Je autorem dvou básnických sbírek a připravil k vydání trojdílnou Bohoslužebnou knihu CČSH. Mezi lety 2007–2017 působil jako učitel na Střední zdravotnické škole a vyšší odborné zdravotnické škole v Karlových Varech. V roce 2021 byl jedním ze dvou kandidátů na patriarchu CČSH. 
V kněžské službě se soustředí na spiritualitu (modlitbu, duchovní četbu, meditaci, slavení liturgie) i na společenskou angažovanost se zřetelem na praktickou pomoc bližnímu. 
Na shromáždění plzeňské diecéze 27. května 2023 byl po odstoupivším Filipu Štojdlovi zvolen plzeňským husitským biskupem.